# Ôn đới

Phân chia các khu vực khí hậu thế giới khi xét theo đường đẳng nhiệt

Ôn đới là một khu vực khí hậu nằm tại các vĩ độ từ cận kề cận nhiệt đới tới các vòng cực của Trái Đất, nằm giữa đới nóng và đới lạnh, khoảng cách từ chí tuyến đến vòng cực ở cả hai bán cầu. Phần lớn diện tích đất nổi của đới nằm ở bán cầu Bắc, chỉ có phần nhỏ ở bán cầu Nam. Miền ôn đới thể hiện các mùa một cách rõ rệt và tồn tại ở cả Bắc bán cầu lẫn Nam bán cầu. Khí hậu trong miền này biến đổi từ khí hậu hải dương với sự biến thiên nhiệt độ tương đối nhỏ và lượng giáng thủy lớn cho tới khí hậu lục địa với sự thay đổi về nhiệt độ lớn hơn và tương đối khô hơn. Về mặt khí tượng học thì phần lớn miền  nhiệt đới có gió thịnh hành là hướng tây-đông.

## Khí hậu

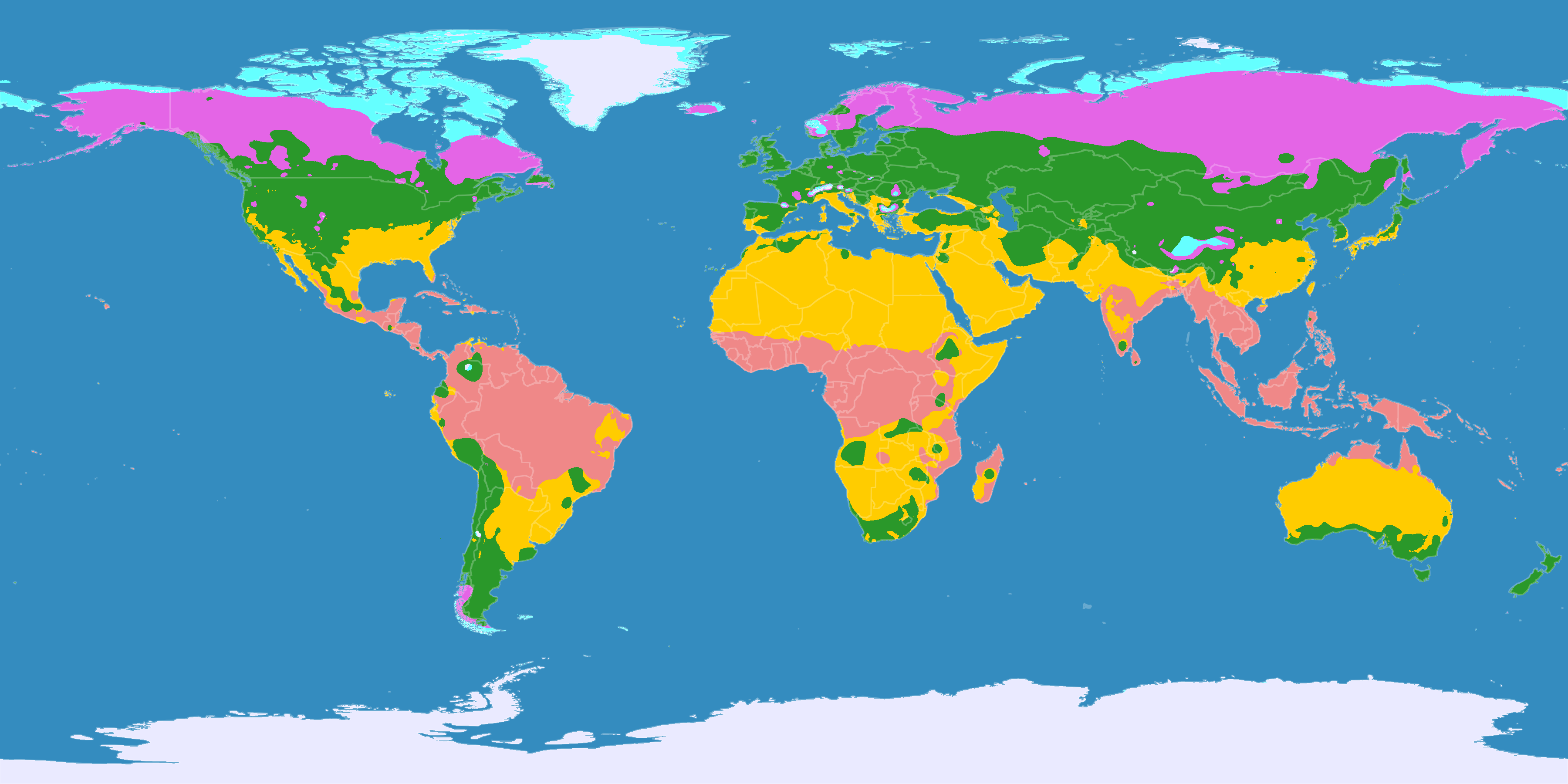
Ôn đới định nghĩa theo vĩ độ

Khí hậu ôn đới mang tính chất trung gian giữa khí hậu đới nóng & khí hậu đới lạnh.
| Đới       | Địa điểm                 | Nhiệt độ trung bình năm | Lượng mưa trung bình năm |
| Hàn đới   | Arkhangelsk (65°B)       | -1 °C                   | 539mm                    |
| Ôn đới    | London (51°B)            | 11 °C                   | 601mm                    |
| Nhiệt đới | TP.Hồ Chí Minh (10°47'B) | 27 °C                   | 1931mm                   |

Do vị trí trung gian nên thời tiết ôn đới thay đổi thất thường. Các đợt khí nóng ở chí tuyến và các đợt khí lạnh ở vùng cực có thể tràn tới bất thường gây ra những đợt nóng hay lạnh, có tác động tiêu cực đến sản xuất nông nghiệp & sinh hoạt của con người, đặc biệt là những vùng sâu ở trong nội địa. Ở phía đông của Hoa Kỳ, mỗi khi có đợt khí nóng hay đợt khí lạnh tràn đến, nhiệt độ có thể tăng hay giảm 10 °C - 15 °C trong vài giờ. Gió Tây ôn đới và các khối khí từ đại dương mang theo không khí ẩm & ấm vào đất liền cũng làm cho thời tiết ôn đới luôn biến động, rất khó dự báo trước.

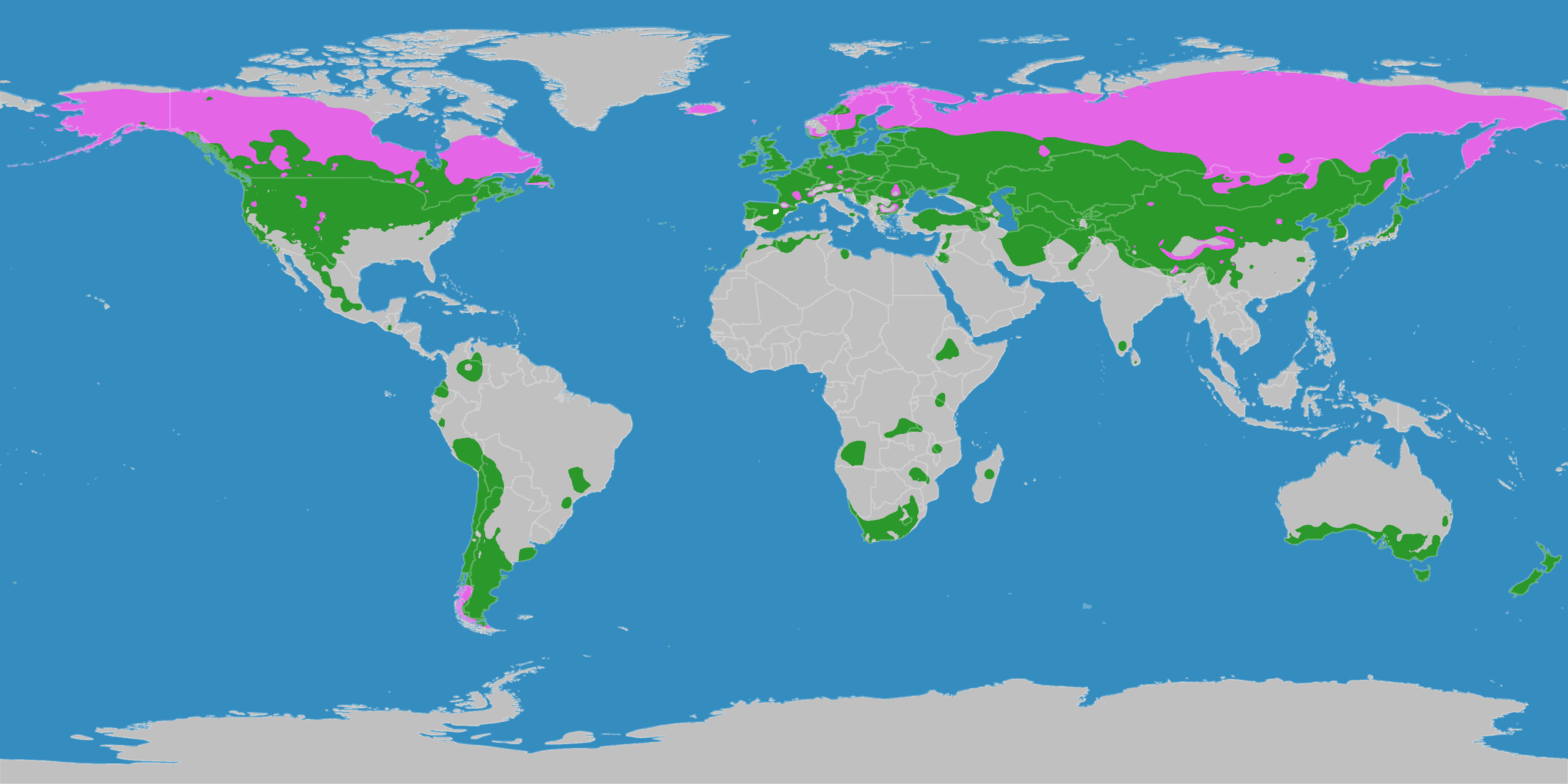
Phân chia của ôn đới, phần màu xanh lục là ôn đới ấm, phần hồng tím là ôn đới lạnh

## Sự phân hóa của môi trường
Thiên nhiên ôn đới thay đổi theo bốn mùa: xuân, hạ, thu, đông. Môi trường ôn đới cũng thay đổi từ vùng này sang vùng khác tùy thuộc vào vĩ độ, vào ảnh hưởng của dòng biển và gió Tây ôn đới.
Bờ Tây lục địa chịu ảnh hưởng của dòng biển nóng & gió Tây ôn đới nên có môi trường ôn đới hải dương: ẩm ướt quanh năm, mùa hạ mát mẻ, mùa đông không lạnh lắm. Càng vào sâu trong đất liền, tính chất lục địa càng rõ nét: lượng mưa giảm dần, mùa đông lạnh & tuyết rơi nhiều, mùa hạ nóng. Thảm thực vật thay đổi dần từ tây sang đông:rừng lá rộng chuyển sang rừng hỗn giao và cuối cùng là rừng lá kim.
Ở vĩ độ cao, mùa đông rất lạnh và kéo dài, mùa hạ ngắn, mưa nhiều. Gần chí tuyến có môi trường địa trung hải: mùa hạ nóng & khô, mùa đông ấm áp, mưa nhiều vào mùa thu - đông. Thảm thực vật cũng thay đổi từ bắc xuống nam: rừng lá kim chuyển sang rừng hỗn giao rồi tới thảo nguyên và rừng cây bụi gai.

## Sách tham khảo
- SGK Địa lý 7 (tái bản lần 17), Nhà xuất bản Giáo dục Việt Nam